# Situlska umetnost
Situlska umetnost je vrhunec likovnega ustvarjanja železnodobnih ljudi. Ime je dobila po značilnih koničnih bronastih vedrih, okrašenih z rastlinskimi in živalskimi motivi, pogosto pa tudi z motivi iz vsakdanjega in manj vsakdanjega življenja takratnega človeka. 
Med situlsko umetnost ne spadajo samo ornamenti na situlah, ampak tudi okras na drugih vrstah predmetov: 
- na pokrovih,
- pasnih sponah,
- uhanih in tudi
- orožju.

Situlska umetnost se je glede na današnje raziskave pojavljala na širokem prostoru od Pada do Donave, vendar pa največ izdelkov te umetnosti najdemo na Dolenjskem, v južnih Alpah in v severni Italiji (Este, Bologna). To koncentracijo lahko štejemo tudi za središča takratnega življenja in produkcije bronastih predmetov.

## Način upodabljanja
Način upodabljanja v situlski umetnosti je poenostavljen in prilagojen znanju in sposobnostim železnodobnih mojstrov. Človeške figure so pogosto upodobljene brez rok, posamezni deli telesa pa so večinoma skriti za obleko. Obrazi so bolj ali manj monotoni in ne izražajo razpoloženja ali čustev. Vendar so kljub nekaterim pozicijsko in perspektivno zgrešenim potezam na tej vrsti umetnosti, nekateri detajli oseb, živali in predmetov presenetljivo natančno izdelani, večkrat pa je v upodobitvah zajeta tudi dramatičnost dogodkov. Kot primer vzemimo upodobitev dvoboja konjenikov na pasni sponi z Vač, ki ni zgolj dokaz kompozicijske dovršenosti, ampak je v njej imenitno zajeta tudi časovna dimenzija dogodka.

## Izvor
Klasična situlska umetnost ima korenine v orientalizirajočem slogu etruščanskega sveta. V jugovzhodne Alpe je prišla v zadnjih desetletjih 7. stoletja pr. n. št., najverjetneje s posredovanjem estenske kulture (po najdišču Este v severni Italiji). V našem prostoru (predvsem na Dolenjskem) je naglo pognala korenine in izoblikovala svojevrsten izraz, izvirajoč iz lastne tradicije, ki se ni spremenila ves čas njenega trajanja. Zato v 5. stoletju, ko je ustvarila najimenitnejše spomenike, ni bila več napredna, ampak arhaična. Njena pripoved je zamrla v 4. stoletju pr. n. št. skupaj s halštatsko kulturo.

## Upodobitve na situlskih spomenikih
Upodobitve na situlskih spomenikih so preproste in se pogosto ponavljajo. Pripovedujejo o lovu in delu na polju, o dvobojih, tekmovanjih z dvokolesnimi vozovi, o ritualnih žrtvovanjih in sprevodih ter tudi o svečanih gostijah, plesu in erotiki. V prizoru je nedvomno upodobljeno domače življenje, zato nima zgolj umetniške vloge, ampak tudi dokumentacijsko in zgodovinsko vrednost. Bojevniki nosijo domače orožje in so oblečeni v domača oblačila, živali so iz domačega okolja. 
Bistvo pripovedi situlske umetnosti izraža kulturno-religiozne predstave takratnega sveta, ki jih je dokončno izoblikoval grški svet na tradiciji starih bronastodobnih kultur Sredozemlja.

## Situlska umetnost v slovenskem prostoru
Primeri situlske umetnosti iz slovenskega prostora: 
- Čelada z Magdalenske gore pri Šmarju (druga polovica 7. stoletja), shranjeno v NMS.
- Vaška situla (5. stoletje), shranjeno v NMS.
- Pasna spona z Vač.
- Situla iz Valične vasi (4. stoletje), shranjena v NMS.
- Pasna spona iz Brezij pri Trebelnem (5. stoletje), shranjeno v Naravoslovnem muzeju na Dunaju.
- Bronasta uhana z Magdalenske gore (5. stoletje), shranjeno v Naravoslovnem muzeju na Dunaju.